# Тарасиха (Костромська область)
Тарасиха (рос. Тарасиха) — присілок в Октябрському районі Костромської області Російської Федерації.
Населення становить 2 особи. Входить до складу муніципального утворення Новинське сільське поселення.

## Історія
До 1945 та у 1963-1966 роках населений пункт належав до Вохомського району.
Від 2007 року входить до складу муніципального утворення Новинське сільське поселення.

## Населення
| 2008 | 2010 | 2014 |
| ---- | ---- | ---- |
| 2    | ↘0   | ↗2   |